# Ivo Kermavner
Ivo Kermavner, slovenski telovadec in novinar, * 17. april 1897, Ljubljana, † 1970.
Kermavner je eden od pionirjev orodne telovadbe na Slovenskem, večkratni jugoslovanski prvak v orodnih vajah in zmagovalec več mednarodnih tekmovanj. Kasneje je bil glavni organizator telovadcev Orla na Slovenskem in vodja slovenske reprezentance, ki je štirikrat zmagala na mednarodnih tekmovanjih katoliških telovadcev. Bil je načelnik Zveze fantovskih odsekov, ki je bila naslednica Orla. Devet let je bil urednik športnih strani časnika Slovenec. Umrl je leta 1970.